# Christian Schneller (Philologe)

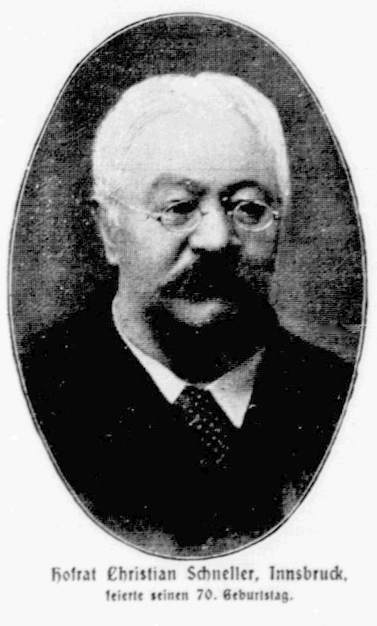
Christian Schneller

Christian Schneller (* 5. November 1831 in Holzgau bei Reutte; † 8. August 1908 in Cornacalda bei Rovereto) war ein österreichischer Philologe, Lyriker, Epiker und Volkskundler.

## Werdegang
Nach dem Besuch des Gymnasiums in Hall und Innsbruck studierte Schneller ab 1851 Sprachwissenschaft und Naturgeschichte an den Universitäten Innsbruck und Wien. 1855 legte er die Lehramtsprüfung in Deutsch und später in Naturgeschichte ab. Ab 1858 war er Gymnasialprofessor in Rovereto und heiratete 1863 Maria Canestrini. 1873 wurde seine Tochter Adelheid in Innsbruck geboren. 1868 wurde Schneller Professor am Gymnasium Innsbruck, im Jahr darauf Landesschulinspektor für Volksschulen, 1874 schließlich Landesschulinspektor für Mittelschulen. Von 1897 an bezog er eine Pension als Hofrat.
Christian Schneller beschäftigte sich in besonderem Maße mit den ladinischen und sonstigen romanischen Mundarten an der Südgrenze des einstigen Vielvölkerstaates Österreich-Ungarn. Nach Stauber gilt er als einer der Vorreiter des deutschnationalen Schutzgedankens in Tirol, der sich für die Stärkung des deutschen Elements im südlichen italienischsprachigen Teil Tirols einsetzte. Er gehörte 1867 mit Ignaz Vinzenz Zingerle, seinem Bruder Anton Zingerle, Adolf Pichler und Julius von Ficker zu den Gründungsvätern des „Comités zur Unterstützung der deutschen Schulen in Wälschtirol“. Der Verein wurde 1873 in „Comitè zur (...) in Südtirol“ umbenannt und 1880 an den Deutschen Schulverein angeschlossen.
Seine Tochter Adelheid Schneller war 1902 die erste Frau, die an der Innsbrucker Universität promovierte.

## Publikationen (Auswahl)
- Aus den Bergen. Gedichte. Bauer und Raspe, Nürnberg 1857 (Volltext).
- Das Lagerthal in Südtirol und sein östliches Gebirge. Culturskizze. Wien, Gerold’s Sohn, Wien 1865, S. 196–210 (Volltext).
- Ueber die sogenannten rhäto-etruskischen Inschriften. Lesungs- und Lösungsversuche. Wagner, Innsbruck 1866, S. 175–208 (Volltext).
- Märchen und Sagen aus Wälschtirol. Ein Beitrag zur deutschen Sagenkunde. Wagner, Innsbruck 1867 (Volltext, Neuauflage 2013, ISBN 978-3-8430-2688-8).
- Die romanischen Volksmundarten in Südtirol. Nach ihrem Zusammenhange mit den romanischen und germanischen Sprachen etymologisch und grammatikalisch dargestellt. Band 1: Literatur, Einleitung, Lautlehre, Idioticon. Eduard Amthor, Gera 1870. (Online bei ALO).
- Landeskunde von Tirol. Wagner, Innsbruck 1872. (Online bei ALO).
- Die Volksschule in Tirol vor hundert Jahren. Vortrag, gehalten in der 4. Generalversammlung der tirolischen Volksschulvereine zu Innsbruck am 25. Mai 1874. Wagner’sche Universitätsbuchhandlung, Innsbruck 1874 (archive.org).
- Skizzen und Culturbilder aus Tirol. Wagner, Innsbruck 1877 (archive.org).
- Beiträge zur Ortsnamenkunde Tirols. Herausgegeben vom Zweigverein der Leo-Gesellschaft für Tirol und Vorarlberg. Drei Bände. Verlag der Vereinsbuchhandlung, Innsbruck 1893/94/96. Band 1 (archive.org).

## Auszeichnungen, Ehrungen
- Ehrendoktor der Philosophie [2], 1902
- Ritter des Ordens der Eisernen Krone III. Klasse;[2] (jedoch ohne eine Erhebung in den Adelstand)